# Kappel Kirke
Kappel Kirke ligger i Kappel Sogn ved Nakskov (Lolland Kommune). Kirken var i katolsk tid viet til Den Hellige Trefoldighed.

## Eksterne kilder og henvisninger
- Wikimedia Commons har flere filer relateret til Kappel Kirke
- Kappel Kirke hos danmarkskirker.natmus.dk (Danmarks Kirker, Nationalmuseet)
- Kappel Kirke hos KortTilKirken.dk